# Paschenweiher
Der Paschenweiher, früher auch Oberer Floßweiher genannt, ist ein historisches Staugewässer im Fichtelgebirge (Nordostbayern) im Tal des Weißen Mains zwischen dem Ochsenkopf und dem Schneebergmassiv. Im Westen liegt das Waldhaus Karches, ein Gemeindeteil der Gemeinde Bischofsgrün, im Osten der Seehaus-Parkplatz an der Bundesstraße 303 (Fichtelgebirgsstraße). Gespeist wird der künstliche Stausee vom Paschenbach.

## Karten
Fritsch Wanderkarte Nr. 52 Naturpark Fichtelgebirge und Steinwald, Maßstab 1:50.000